# Самхараули, Гела
Гела Самхараули (груз. გელა სამხარაული, род. 4 сентября 1970, Ахмета, Грузинская ССР) — грузинский экономист, инженер, государственный и политический деятель. Депутат парламента Грузии V, VI, VII созывов (2012—2020, с 27 мая 2021). 

## Биография
Родился в городе Ахмета Грузинская ССР. 
Образование высшее. В 1993 году окончил обучение в Тбилисском государственном университете имени Иванэ Джавахишвили, получил специальность инженер-экономист. 
С 1987-1989 годы осуществлял трудовую деятельность слесарем в Тбилисском профсоюзе. С 1992 по 1996 годы работал в фирме "Алида". 
С 1996 по 1998 годы являлся председателем наблюдательного совета грузино-итальянского банка "Индустриабанк". С 1998 по 2000 годы работал коммерческим директором грузино-итальянского ООО "Сакартвело". С 2000 по 2005 годы трудился консультантом в ООО "Палавани". С 2005 по 2012 годы работла в должности директора "Диа Алаверди"; С 2006 по 2007 годы - директор "Диа Групп". 
В 2012 году впервые избирается депутатом Национального парламента Грузии V созыва по Телавскому мажоритарному округу от избирательного блока "Бидзина Иванишвили - Грузинская мечта". Являлся председателем аграрного комитета. С 2016 по 2020 годы был депутатом парламента Грузии 6-го созыва от избирательного блока "Грузинская мечта - Демократическая Грузия". Представлял Ахметский мажоритарный округ. 
С 27 мая 2021 года является депутатом парламента Грузии 7-го созыва по партийному списку от избирательного блока "Грузинская мечта-Демократическая Грузия". Сменил Ираклия Сесиашвили, который досрочно сдал мандат депутата. 